# Woluwe-Saint-Étienne
Pour les articles homonymes, voir Woluwe.
Woluwe-Saint-Étienne, [wɔly(w)esɛ̃tetjɛn] (Sint-Stevens-Woluwe en néerlandais) est une section de la commune belge de Zaventem. C'était une commune à part entière avant la fusion des communes de 1977, située en Région flamande dans la province du Brabant flamand. C'est un ancien village de la vallée de la Woluwe.
Cette localité se trouve dans la périphérie bruxelloise, et est traversée par le Boulevard de la Woluwe, l'autoroute E40 Liège-Bruxelles et le Ring autour de la capitale. 

## Histoire
De 1921 à 1932, la commune faisait partie de l'agglomération bruxelloise officiellement bilingue.  À partir de 1932, sa langue officielle est le néerlandais.  
En 1977, la commune est fusionnée à Zaventem lors de la fusion des communes de Belgique. 
Depuis la réforme institutionnelle 1980, elle fait partie de la Communauté et de la Région flamande.
La proportion des francophones dans la section était estimée à 28% en 1994.

## Démographie

### Évolution démographique
- Sources : INS, Rem. : 1831 jusqu'en 1970 = recensements, 1976 = nombre d'habitants au 31 décembre[7].

## Monuments
L'église Saint-Étienne, de style néo-gothique, fut bâtie entre les années 1876 et 1879 par l'architecte François Baeckelmans,  né à Anvers le 17 avril 1827 et mort le 25 janvier 1896.  Le mobilier est lui aussi de style néo-gothique.
L'orgue, réalisé par le facteur nivellois Adrien Rochet en 1793, est classé[précision nécessaire] depuis 1974.
Le presbytère, bâti en 1892-1893, a été restauré en 1990.

## Galeries

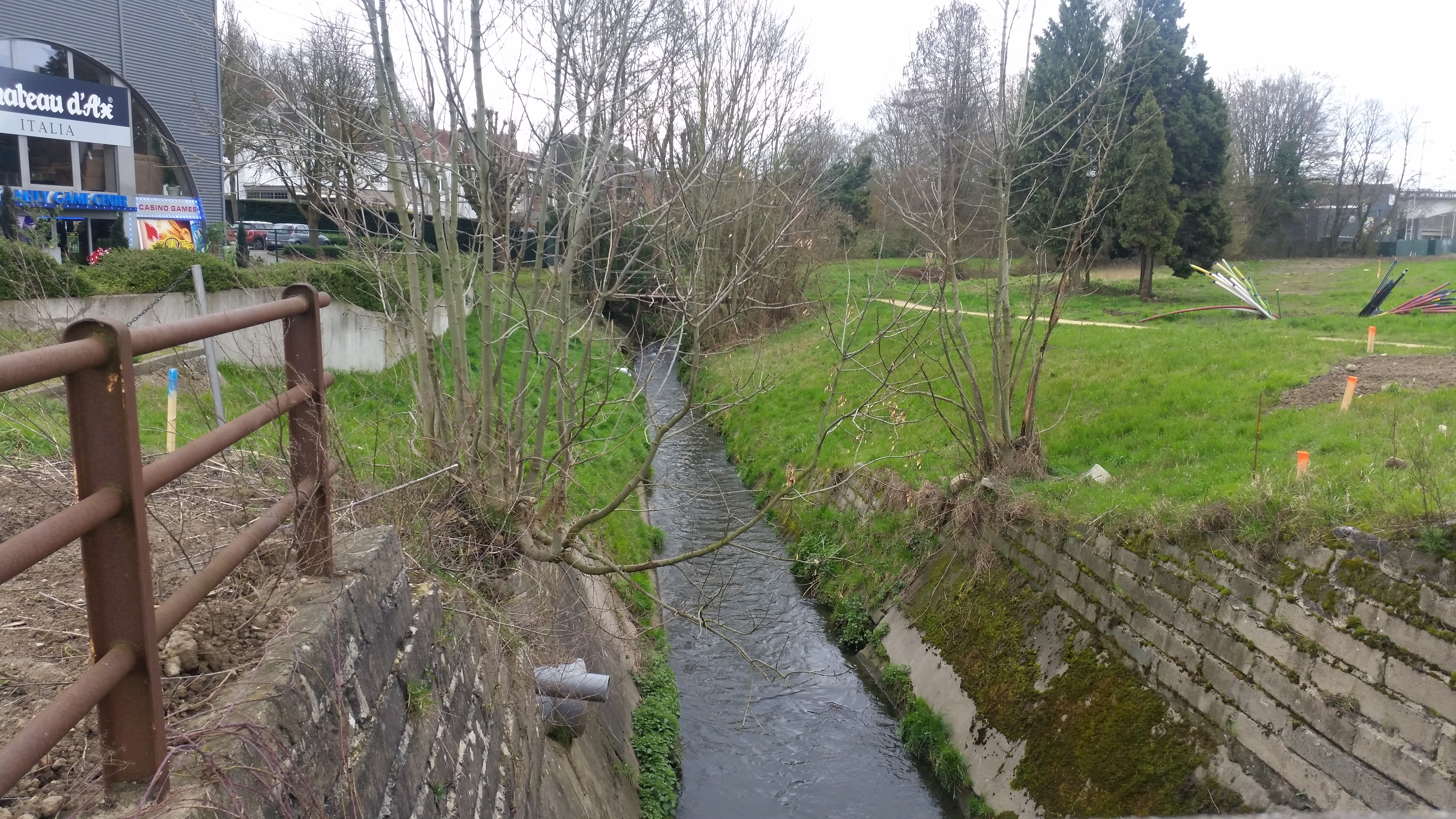
Ruisseau de Woluwe passant par Woluwe-Saint-Étienne.
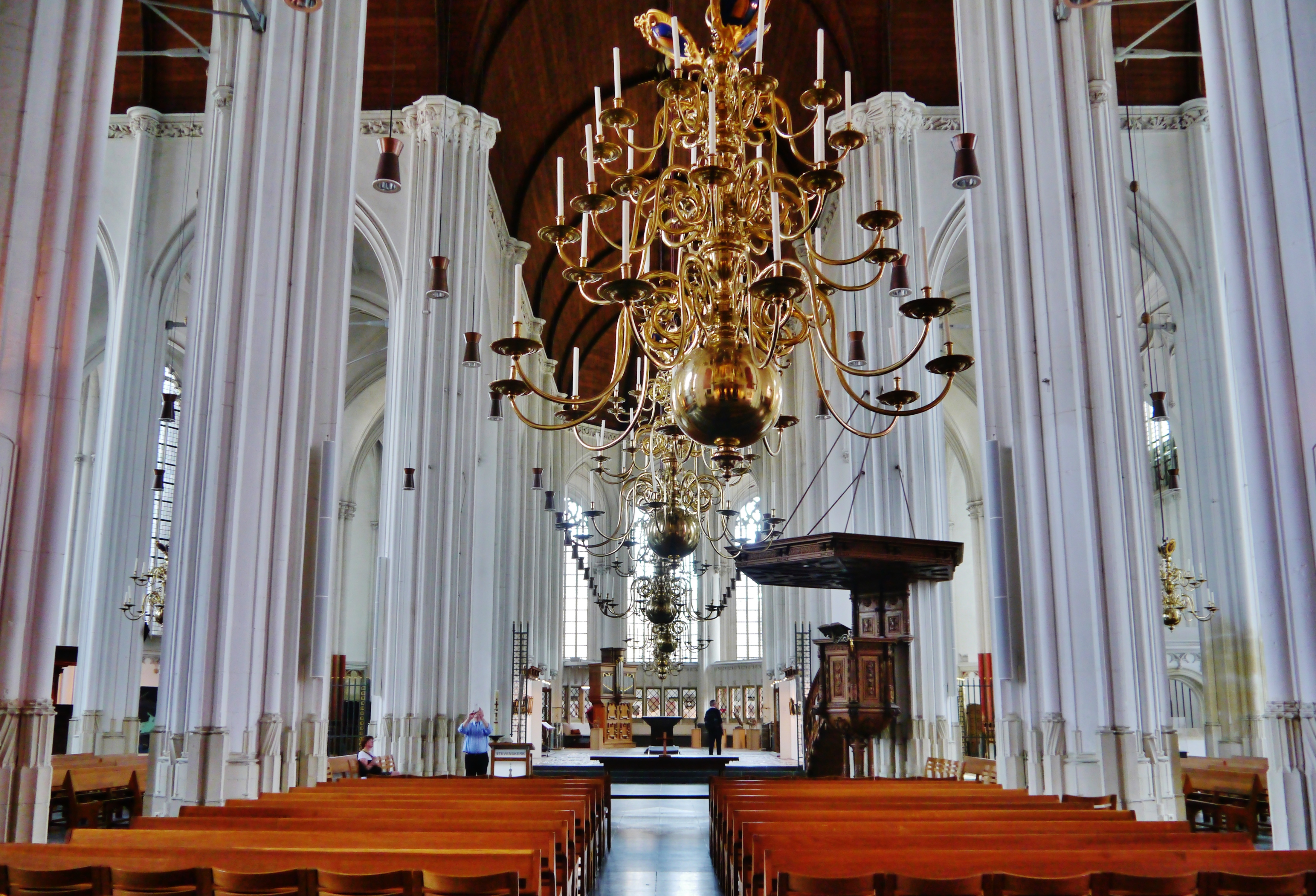
Intérieur de l'église Saint-Étienne.
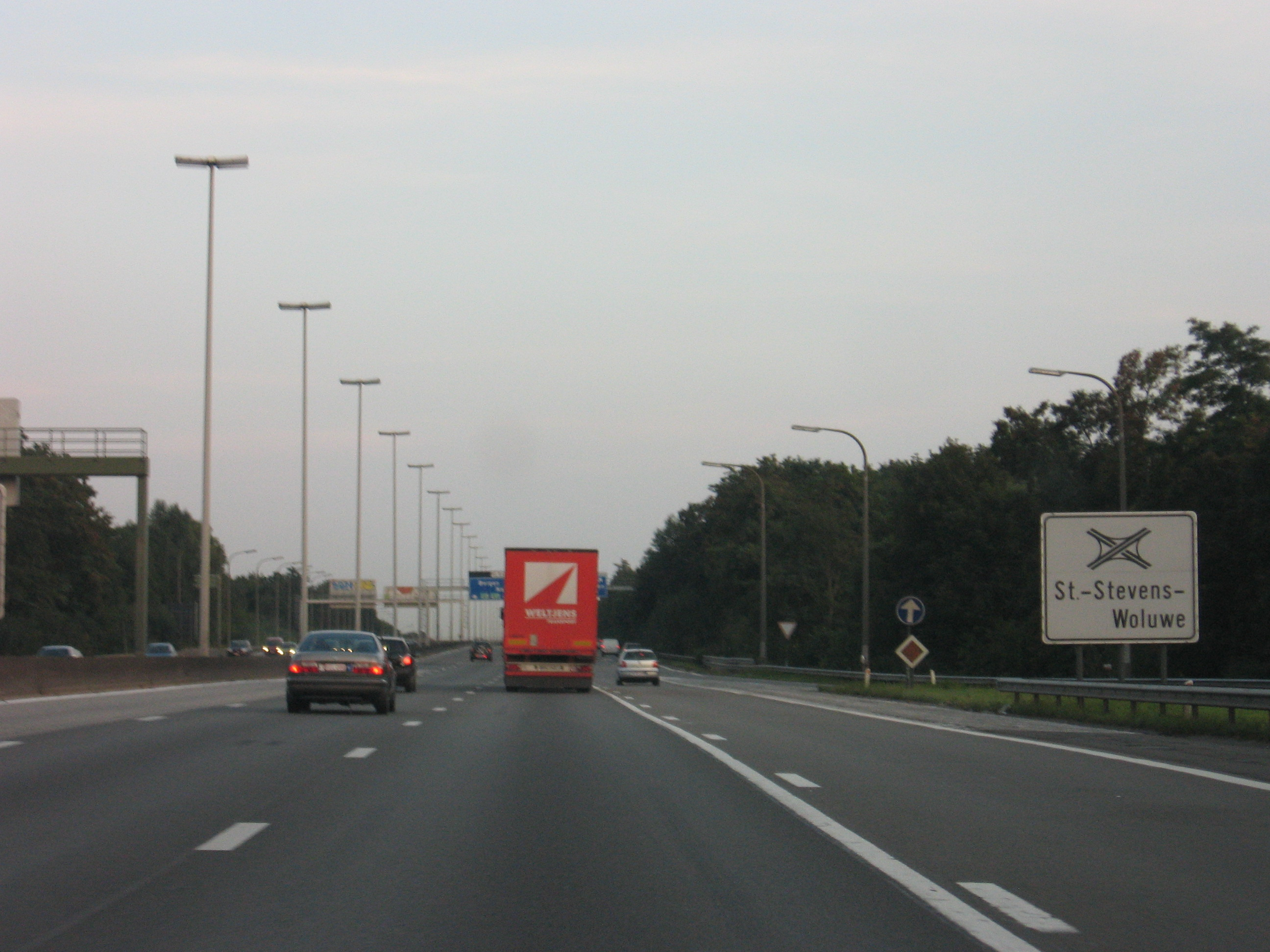
Autoroute E40.